# Irreversível
Irréversible (prt/bra: Irreversível), estilizado como IЯЯƎVƎЯSIBLƎ, é um filme francês de 2002, do gênero drama, escrito e dirigido por Gaspar Noé.

## Sinopse
Contado em ordem cronológica inversa, o filme conta a história de Alex (Monica Belluci), que é violentamente estuprada e, com seu noivo e seu ex-namorado, vão em busca de vingança.

## Elenco
- Monica Bellucci (Alex)
- Vincent Cassel (Marcus)
- Albert Dupontel (Pierre)
- Philippe Nahon (Philippe)
- Jo Prestia (Le Tenia)
- Stéphane Drouot (Stéphane)
- Mourad Khima (Mourad)
- Jean-Luis Costes
- Gaspar Noé